# Cercidia levii
Cercidia levii är en spindelart som beskrevs av Yuri M. Marusik 1985. Cercidia levii ingår i släktet Cercidia och familjen hjulspindlar.
Artens utbredningsområde är Kazakstan. Inga underarter finns listade i Catalogue of Life.